# Revolut
Revolut er en digital bank, der omfatter et forudbetalt betalingskort (MasterCard eller VISA), valutaveksling, veksling af kryptovaluta (Bitcoins (BTC), Ethereum (ETH), Litecoin (LTC), Bitcoin Kontant (BCH), XRP (XRP)) og peer-to-peer - betalinger. Revolut opkræver i øjeblikket ingen gebyrer for de fleste af dets ydelser (men for begrænset brug), og bruger interbank-valutakurser for sin valutaveksling på hverdage, og kræver et gebyr fra 0,5% til 1,5% i weekenden.
Det London-baserede selskab blev grundlagt af Nikolay Storonsky og Vlad Yatsenko i 2014, og Revolut blev lanceret i juni 2015.